# Dennert-Tanne

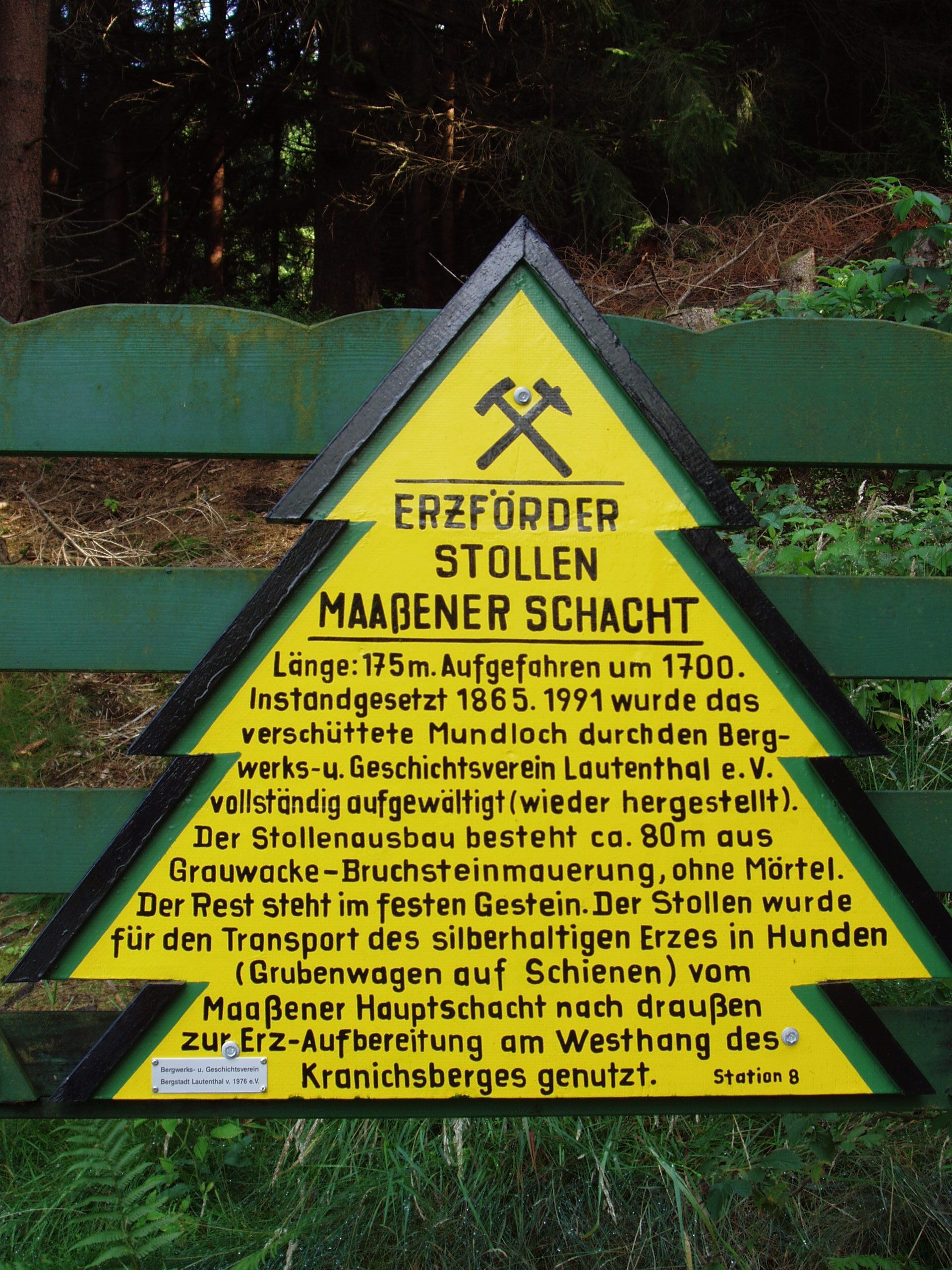
Dennert-Tanne am Erzläuferstollen Grube Maaßen, Lautenthaler Gangzug, Lautenthal

Die Dennert-Tanne, auch Dennert’scher Tannenbaum, Dennert-Tafel, Dennert-Fichte oder (im Unterharz) Bergbautanne genannt, ist eine Form von Infotafeln, die ursprünglich im Oberharzer Bergbau an Örtlichkeiten, Spuren und Denkmäler des Oberharzer Bergbaus, wie das Oberharzer Wasserregal oder auch an Persönlichkeiten der Bergbaugeschichte erinnern. Inzwischen wird sie auch zur Dokumentation anderer denkwürdiger Stätten im Harz, wie dem Unterharzer Teich- und Grabensystem genutzt.

## Entstehung
Die erste Dennert-Tanne wurde am 9. Oktober 1949 in der Nähe der ehemaligen Grube Sarepta in Clausthal aufgestellt. Gestiftet wurde sie von der Kraft- und Wasserwirtschaft GmbH der Preussag AG, die damals das Oberharzer Wasserregal betrieb. Namensgeber und Initiator war Oberbergrat Herbert Dennert (1902–1994), der sich für den Erhalt von Bergbaudenkmälern einsetzte und einige Publikationen über den Oberharzer Bergbau verfasste.
Die Tafeln in der Größe von 75 × 80 cm waren ursprünglich aus Holz gefertigt. Die Grundfarbe ist Gelb mit grünem Rand, eingefasst von einem schwarzen Kantenschutz. Unter einem Schlägel-und-Eisen-Symbol wird die Örtlichkeit benannt und darüber informiert.
Die Texte der Tafeln wurden von 1949 bis 1981 von Dennert persönlich recherchiert und formuliert. Der Oberharzer Geschichts- und Museumsverein betreut über 200 Tafeln auf einer Fläche von 100 km².

## Ausweitung
Über die ursprünglichen Objekte hinaus informieren Dennerttannen mittlerweile an vielen Stellen im Harz über unterschiedlichste Sehenswürdigkeiten, Kulturrelikte oder Gebäude.
Neuanfertigungen bestehen wegen der besseren Witterungsbeständigkeit nicht mehr aus Holz, sondern aus Kunststoff oder Aluminiumblech, wobei auf den schwarzen Kantenschutz verzichtet wird.
Dennert-Tannen, die von Gemeinden oder Zweigvereinen des Harzklubs aufgestellt wurden, tragen in der Spitze statt Schlägel und Eisen das Wappen der jeweiligen Gemeinde. So betreute beispielsweise der Harzklub-Zweigverein Braunlage im April 2009 rund 60 Tafeln.

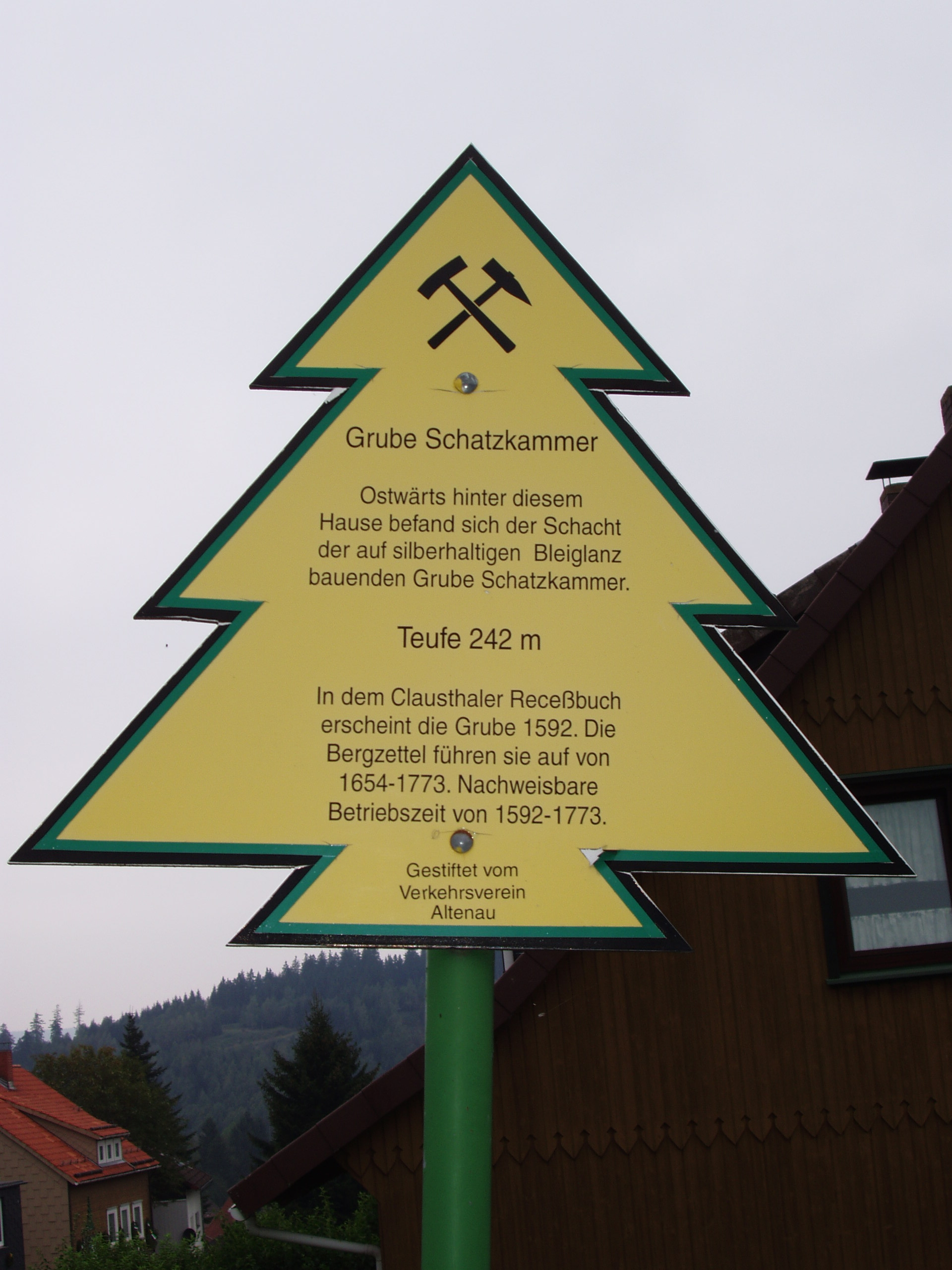
Grube Schatzkammer, Schatzkammer Gang, Altenau
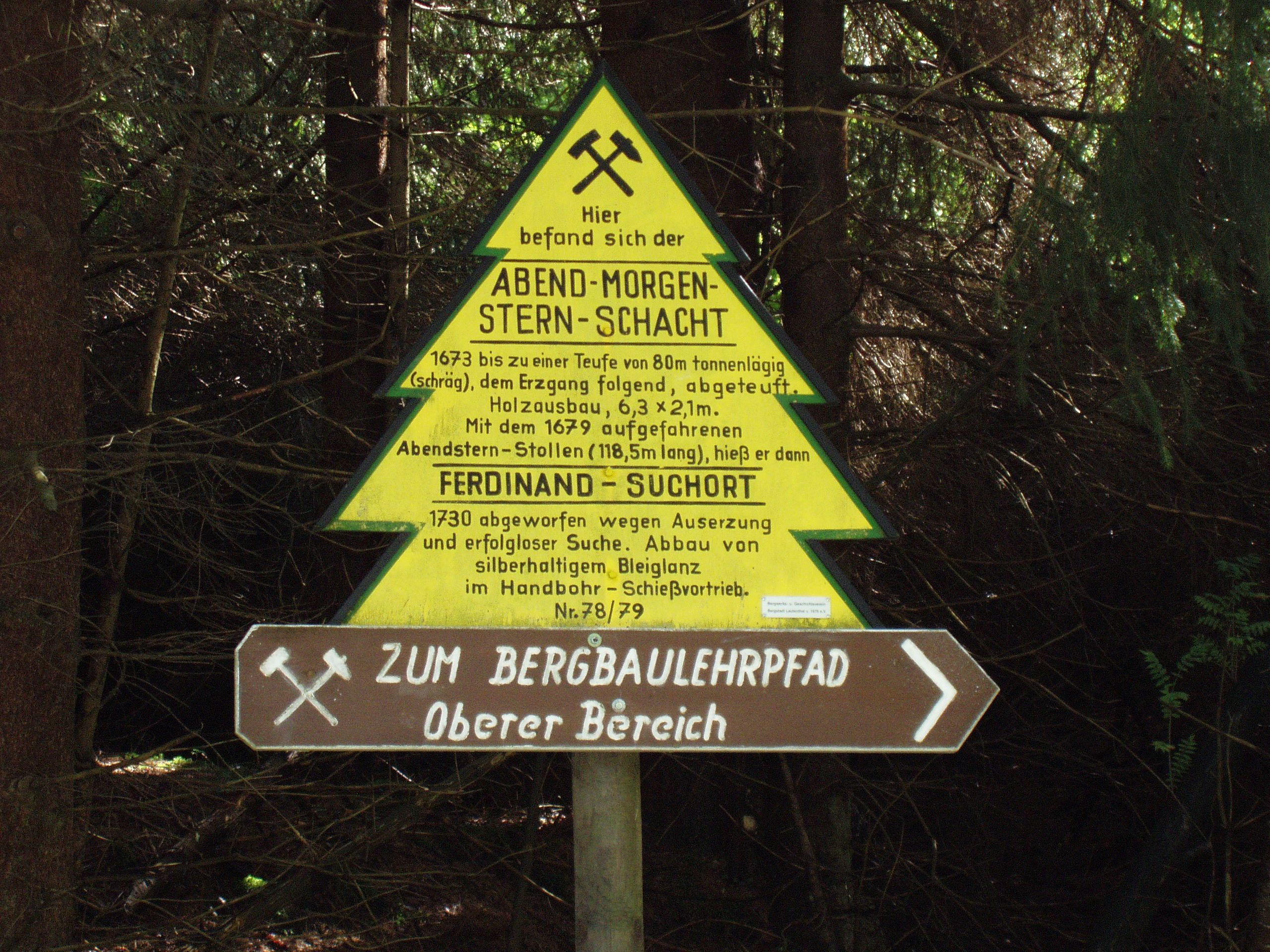
Grube Morgen-Abend-Stern, Lautenthaler Gangzug, Lautenthal
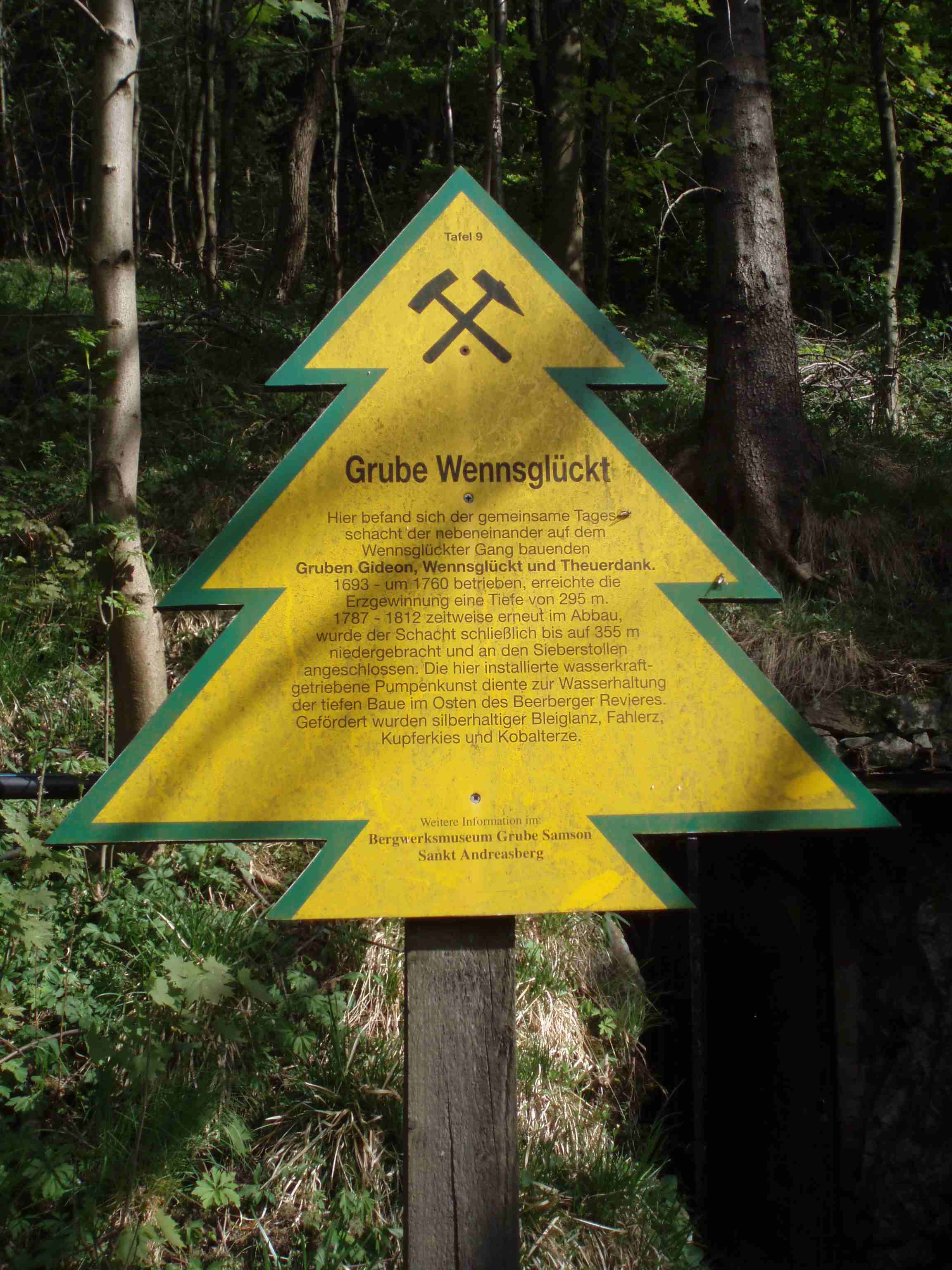
Grube Wennsglückt, Sankt Andreasberg
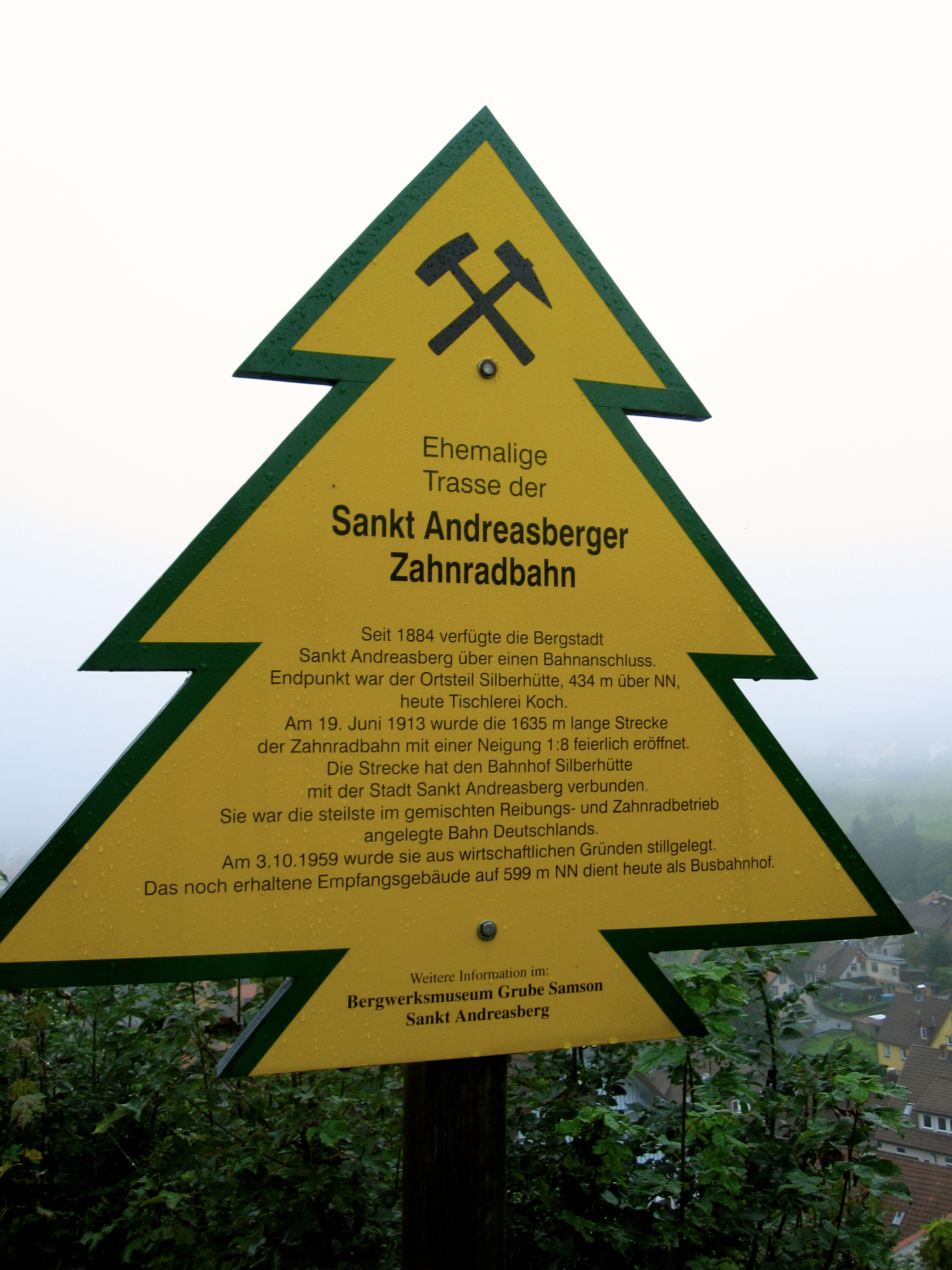
Zahnradbahn und Bahnhof, St. Andreasberg
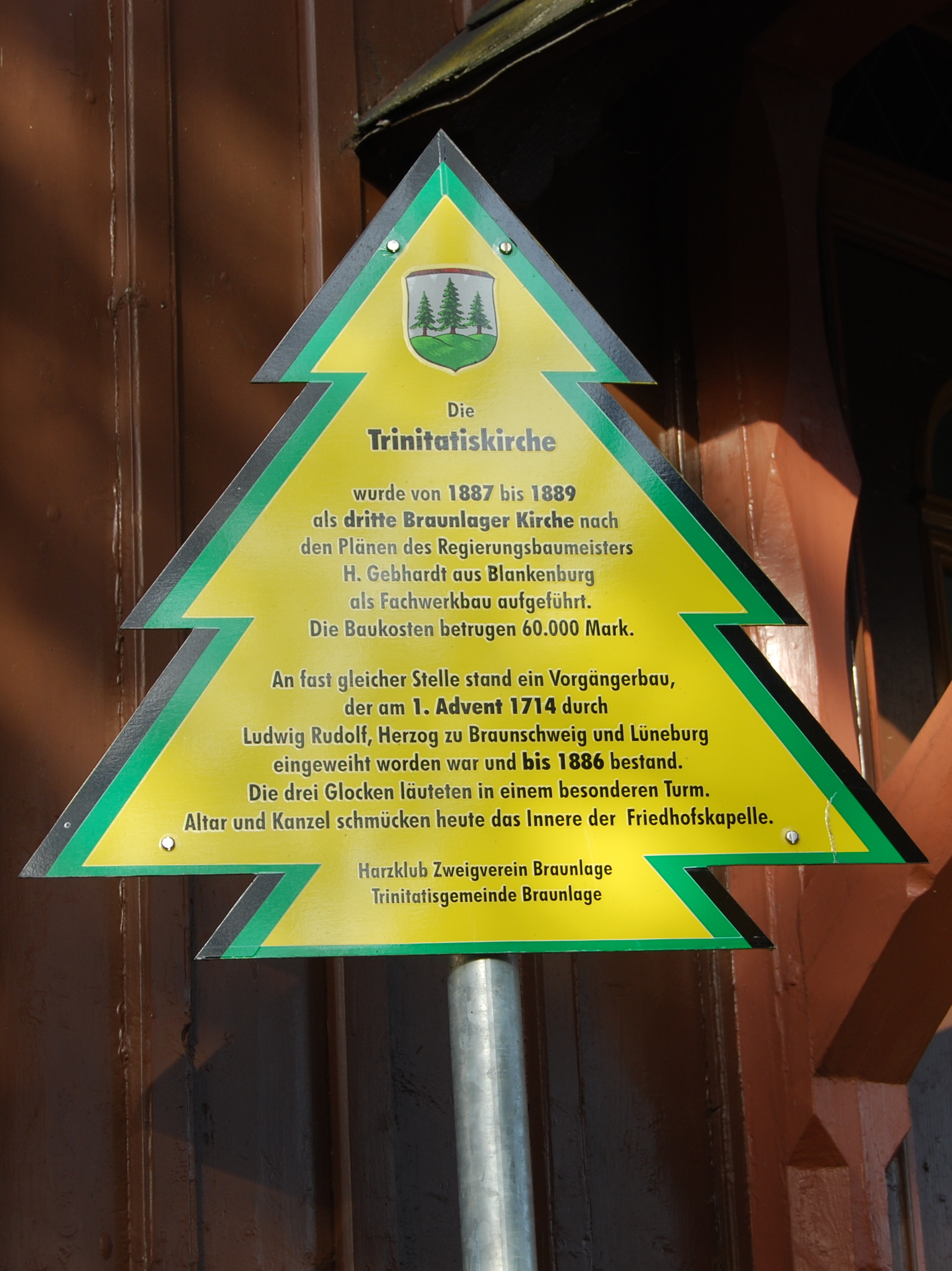
Trinitatiskirche, Braunlage
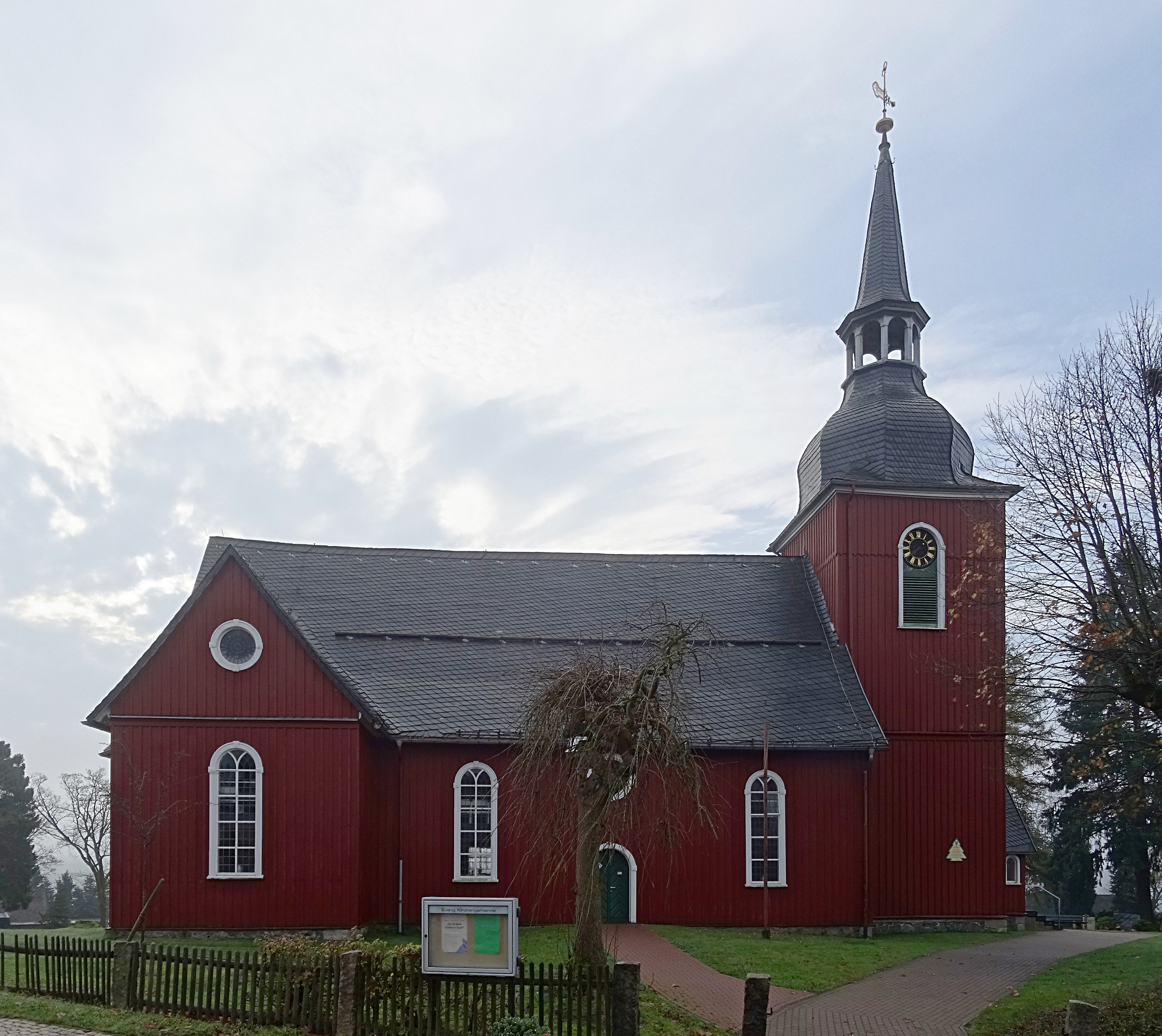
Evangelische Kirche in Hohegeiß mit Dennert-Tanne an der Außenwand des Turms

## Liste von Dennert-Tannen
Dennert-Tannen sind auch in Wikidata für folgende Gebiete tabellarisch und als Karte verfügbar:
- Braunlage, betreut vom Harzklub Zweigverein Braunlage e. V.[3]
- Wildemann, betreut vom Bergwerks- und Geschichtsverein Wildemann e. V.[1]